# Vorë
Vorë ([vɔɾ(ə)]; bepaalde vorm: Vora) is een stad (bashki) in Centraal-Albanië, gelegen tussen de havenstad Durrës in het westen en de nationale hoofdstad Tirana, waarvan het een voorstad is, in het oosten. De stad telt 25.500 inwoners (2011) en ligt in de Tirana-prefectuur. Langs Vorë loopt de SH2-autosnelweg, die Durrës met Tirana verbindt.

## Munitie-explosie in Gërdec
In het plaatsje Gërdec vond op 15 maart 2008 een reeks zware explosies plaats in een munitiedepot van de Albanese strijdkrachten. Tijdens de gedurende uren aanhoudende ontploffingen verloren 26 mensen het leven en raakten honderden anderen gewond. In Gërdec zelf en twee naburige dorpen werden meerdere honderden gebouwen volledig verwoest, nog eens 1500 bouwwerken werden beschadigd.

## Geografie
Vorë ligt midden in de langgerekte heuvelrug Kodër e Gjatë, die de vlakte van Tirana scheidt van die langs de Erzenrivier en rond Durrës in het westen. De stad bevindt zich in een doorgang die zich tussen de heuveltoppen slingert, op een hoogte van zestig meter.

### Bestuurlijke indeling
Administratieve componenten (njësitë administrative përbërëse) na de gemeentelijke herinrichting van 2015 (inwoners tijdens de census 2011 tussen haakjes):
Bërxullë (9883) • Prezë (4727) • Vorë (10901).
De stad wordt verder ingedeeld in 19 plaatsen: Ahmetaq, Bërxullë, Breg - Shkozë, Domje, Fushë Prezë, Gërdec, Gjeç- Kodër, Gjokaj, Kuc, Marikaj, Marqinet, Mukaj, Ndërmjetës, Palaq, Picar, Prezë, Shargë, Vorë, Vorë Fshat.

## Bevolking
Op 1 oktober 2011 telde Vorë 25.511 inwoners, een lichte stijging ten opzichte van 24.119 inwoners in 2001.

### Religie
De grootste religie in Vorë is de (soennitische) islam. Deze religie werd in 2011 beleden door 22.878 personen, oftewel 89,68% van de bevolking.
| Plaats   | Bevolking (2011) | Islam (%)       | Katholiek (%) | Orthodox (%) | Bektashisme (%) |
| -------- | ---------------- | --------------- | ------------- | ------------ | --------------- |
| Bërxullë | 9.883            | 9.303 (94,13%)  | 33 (0,33%)    | 14 (0,14%)   | - (-)           |
| Prezë    | 4.727            | 4.499 (95,18%)  | 4 (0,08%)     | - (-)        | 2 (0,04%)       |
| Vorë     | 10.901           | 9.076 (83,26%)  | 222 (2,04%)   | 39 (0,36%)   | 149 (1,37%)     |
| Vorë     | 25.511           | 22.878 (89,68%) | 259 (1,02%)   | 53 (0,21%)   | 151 (0,59%)     |

## Toerisme
In het centrum van de stad bevindt zich langs de autosnelweg een driesterrenhotel, het Hotel Continental, dat zich vooral richt op wie Tirana bezoekt.

## Vervoer
Door haar ligging in de vallei tussen de heuvels is Vorë een belangrijk verkeersknooppunt. Zowel spoorweg, autosnelweg, hoogspanningsleiding als een voormalig irrigatiekanaal komen er voorbij. De uit Durrës komende autosnelweg en de rails van de Albanese spoorwegmaatschappij Hekurudha Shqiptare splitsen in Vorë in een segment richting het noorden van het land (met name Shkodër) en een richting het oostelijker gelegen Tirana. Treinen tussen Tirana en Shkodër moeten in het station van Vorë van locomotief wisselen.
Er is een vaste busverbinding tussen Vorë en het centrum van Tirana.

## Sport
Voetbalclub KF Vora werd in het seizoen 2011-2012 kampioen in de Kategoria e Tretë, de laagste divisie in Albanië, en promoveerde naar de Kategoria e Dytë. Het team werkt zijn thuiswedstrijden af op het Fusha Sportive Vorë, dat plaats biedt aan duizend toeschouwers.